# Deutsche Leichtathletik-Hallenmeisterschaften 1967
Die 14. Deutschen Leichtathletik-Hallenmeisterschaften fanden am 5. März 1967 in der Dortmunder Westfalenhalle statt. Gelaufen wurde auf einer 160 m langen Rundbahn.

## Medaillengewinner Männer
| Disziplin      | Gold                                                                          | Leistung   | Silber                                                                    | Leistung   | Bronze                                                                                     | Leistung   |
| -------------- | ----------------------------------------------------------------------------- | ---------- | ------------------------------------------------------------------------- | ---------- | ------------------------------------------------------------------------------------------ | ---------- |
| 60 m           | Karl-Peter Schmidtke (DHC Hannover)                                           | 6,6 s      | Gert Metz (USC Mainz)                                                     | 6,6 s      | Jobst Hirsch (SV Polizei Hamburg)                                                          | 6,7 s      |
| 400 m          | Manfred Kinder (Wuppertaler SV)                                               | 48,0 s     | Rolf Krüsmann (VfL Bochum)                                                | 48,4 s     | Dieter Hübner (FV Salamander Kornwestheim)                                                 | 49,9 s     |
| 800 m          | Jörg Balke (Polizei-SV Berlin)                                                | 1:53,0 min | Jochen Vollbehr (SC Charlottenburg)                                       | 1:53,1 min | Günter Hoffmann (TSV München 1860)                                                         | 1:54,5 min |
| 1500 m         | Klaus Prenner (DJK Würzburg)                                                  | 3:50,2 min | Robert Donges (TV Jahn Siegen)                                            | 3:50,8 min | Günther Mayer (ASC Darmstadt)                                                              | 3:50,9 min |
| 3000 m         | Werner Girke (VfL Wolfsburg)                                                  | 8:03,6 min | Hans-Werner Wogatzky (Polizei-SV Bielefeld)                               | 8:06,6 min | Philipp Lutz (LBV Phönix Lübeck)                                                           | 8:07,4 min |
| 60 m Hürden    | Hans Bickel (SV Siemens Nürnberg)                                             | 7,9 s      | Hinrich John (Hannover 96)                                                | 7,9 s      | Hans Nerlich (Flensburger TB)                                                              | 8,0 s      |
| 4 × 400 m      | ASC Darmstadt (Dirk von Maltitz, Bernd Engelhard, Fritz Roth, Manfred Hanika) | 3:17,8 min | Wuppertaler SV (Schmitz, Werner Corts, Klaus Wengoborski, Manfred Kinder) | 3:19,4 min | SV St. Georg Hamburg (Hans-Jürgen Ehemann, Harm Bredemeier, Klaus Hoffmann, Jens Ulbricht) | 3:19,5 min |
| 3 × 1000 m     | Preußen Münster (Manfred Arntz, Wolf-Jochen Schulte-Hillen, Harald Norpoth)   | 7:18,6 min | Hamburger SV (Erk Maasch, Jochen von Mitschke-Collande, Dieter Lange)     | 7:23,8 min | ASC Darmstadt (Gottfried Arnold, Konrad, Helmut Neumann)                                   | 7:24,8 min |
| Hochsprung     | Gunther Spielvogel (SV Bayer 04 Leverkusen)                                   | 2,10 m     | Bernhard Wellnhofer (TSV München Ost)                                     | 2,03 m     | Wolfgang Schillkowski (Hannover 96)                                                        | 2,03 m     |
| Stabhochsprung | Reiner Liese (KSV Hessen Kassel)                                              | 4,90 m     | Heinfried Engel (SV Siemens Nürnberg)                                     | 4,90 m     | Robert Anders (ASV Köln)                                                                   | 4,70 m     |
| Weitsprung     | Uwe Töppner (SV Bayer 04 Leverkusen)                                          | 7,53 m     | Hermann Latzel (OSV Hörde)                                                | 7,50 m     | Michael Sauer (USC Mainz)                                                                  | 7,40 m     |
| Dreisprung     | Michael Sauer (USC Mainz)                                                     | 16,36 m    | Joachim Kugler (USC Mainz)                                                | 15,91 m    | Alwin Boosch (TG Mülheim)                                                                  | 15,61 m    |
| Kugelstoßen    | Heinfried Birlenbach (Sportfreunde Siegen)                                    | 18,10 m    | Werner Heger (USC Heidelberg)                                             | 17,20 m    | Wolfgang Motzkus (USC München)                                                             | 15,96 m    |

## Medaillengewinner Frauen
| Disziplin   | Gold                                                                                | Leistung   | Silber                                                                           | Leistung   | Bronze                                                                                              | Leistung   |
| ----------- | ----------------------------------------------------------------------------------- | ---------- | -------------------------------------------------------------------------------- | ---------- | --------------------------------------------------------------------------------------------------- | ---------- |
| 60 m        | Erika Rost (FC Schalke 04)                                                          | 7,4 s      | Jutta Stöck (OSC Berlin)                                                         | 7,4 s      | Hannelore Trabert (OSC Berlin)                                                                      | 7,4 s      |
| 400 m       | Helga Henning (Hamburger SV)                                                        | 58,8 s     | Birgit Hefti (SV Lurup Hamburg)                                                  | 58,9 s     | Uta Paul (1. FC Kaiserslautern)                                                                     | 59,3 s     |
| 800 m       | Karin Kessler (LG Alstertal-Garstedt)                                               | 2:09,8 min | Marita Kloth (LBV Phönix Lübeck)                                                 | 2:11,6 min | Christa Basche (ASV Köln)                                                                           | 2:16,4 min |
| 60 m Hürden | Inge Schell (TSV 1860 München)                                                      | 8,3 s      | Heidemarie Rosendahl (TuS 04 Leverkusen)                                         | 8,5 s      | Heidi Gerhard (LC Dortmund)                                                                         | 8,6 s      |
| 4 × 160 m   | OSC Berlin (Hannelore Trabert, Renate Burgemeister, Jutta Stöck, Marlies Fünfstück) | 1:19,0 min | Hannover 96 (Renate Meyer, Christa Elsler, Hannelore Richter, Anne-Katrin Heine) | 1:21,5 min | TuS 04 Leverkusen (Heidemarie Rosendahl, Gerlinde Beyrichen, Elisabeth Kamphues, Doris Schweimanns) | 1:21,5 min |
| Hochsprung  | Rita Holm (BSC 99 Offenbach)                                                        | 1,63 m     | Hannelore Görtz (TSG Bad König)                                                  | 1,63 m     | Ilia Hans (Stuttgarter Kickers)                                                                     | 1,60 m     |
| Weitsprung  | Heidemarie Rosendahl (TuS 04 Leverkusen)                                            | 6,32 m     | Ursula Künzel (SV Asselfingen)                                                   | 6,12 m     | Ingeborg Geurtz (TuS 04 Leverkusen)                                                                 | 5,77 m     |
| Kugelstoßen | Marlene Fuchs (Euskirchener SC)                                                     | 15,11 m    | Liesel Huber (TV Burghausen)                                                     | 14,41 m    | Sieglinde Schaupp (TSG Ulm 46)                                                                      | 14,36 m    |